# Hermes (Projektmanagementmethode)
Hermes (Eigenschreibweise: HERMES) ist ein offener Standard zur Führung und Abwicklung von IT-Projekten. Der Name steht als Akronym für „Handbuch der Elektronischen Rechenzentren des Bundes, eine Methode zur Entwicklung von Systemen“.

## Geschichte
Als Projektführungsinstrument ist es seit 1975 in der Bundesverwaltung der Schweiz im Einsatz. Nach einer grösseren Überarbeitung im Jahr 1986 wurde Hermes für alle IT-Projekte des Bundes verbindlich. 2006 wird Hermes als Standard beim Verein eCH anerkannt, welcher E-Government-Standards fördert, entwickelt und verabschiedet. Heute (Stand: 2016) arbeiten auch viele kantonale Ämter und grössere Städte mit Hermes.
Am 26. April 2006 wurde das Projekt Quapital (QUAlité des Projets d'Implémentation des Technologies de l'information et de la communication dans l'Administration Luxembourgeoise) der Regierung von Luxemburg vorgestellt. Das Ziel vom Teilbereich Quapital Werkzeuge ist es konsistente Daten auf allen Ebenen (Projekt, Programm und Portfolio) zu erhalten. Dieses Tool basiert vollständig auf Quapital-Hermes.
Hermes wird durch das Informatiksteuerungsorgan des Bundes betreut.
- April 2013: Hermes 5[4]
- Juni 2014: Hermes 5.1
- Oktober 2020: Hermes 2021

In Version 5.1 wurde die Methodik um die Möglichkeit zur Agilen Entwicklung z. B. mit Scrum ergänzt. Ab 2015 sind alle Bundesstellen verpflichtet, die Methode Hermes für ihre Projekte (auch Nicht-IT-Projekte) zu adaptieren und einzusetzen. Die Hermes Methodik, Entwicklung und der Betrieb erfolgt nach einer WTO-Ausschreibung von 2019 durch Stoupa & Partners AG (Methodik) und ICTpark (Entwicklung und Betrieb).

## Szenarien

### Hermes 5.1
Projekte, in denen Hermes eingesetzt wird, können sich bezüglich ihres Inhalts und der Komplexität unterscheiden. Hermes bietet aus diesem Grund unterschiedliche Szenarien an. Ein Szenario ist auf die Durchführung von Projekten mit der spezifischen Charakteristik ausgerichtet. Das Szenario umfasst den gesamten Lebenszyklus vom Projekt ab und beinhaltet die Methodenelemente die für das Projekt von Bedeutung sind.
Szenarien bestehen aus Modulen, die thematisch zusammengehörende Aufgaben und Ergebnisse gruppieren. Hermes bietet folgende acht Standardszenarien an:
- Dienstleistung/Produkt
- IT-Individualanwendung
- IT-Standardanwendung
- IT-Anwendung Weiterentwicklung
- IT-Infrastruktur
- Organisationsanpassung
- Dienstleistung/Produkt agil
- IT-Individualanwendung agil

### Hermes Ausgabe 2022
Hermes Ausgabe 2022 bietet fünf Standardszenarien für Projekte mit verschiedenen Charakteristiken an:
- Dienstleistung/Produkt Entwicklung
- Dienstleistung/Produkt Adaption
- IT-Entwicklung
- IT-Adaption
- Organisationsanpassung

### Individuelle Szenarien
Szenarien können angepasst oder individuell erstellt werden. Dazu gibt es vier grundlegende Möglichkeiten:
1. Module aus einem bestehenden Szenario entfernen.
2. Aufgaben und Ergebnisse aus einem bestehenden Szenario entfernen.
3. Ein zusätzliches Modul in ein Szenario integrieren.
4. Aufgaben und Ergebnisse in ein Szenario integrieren.

## Ausbildung und Zertifizierung
Schulungen können bei verschiedenen Seminaranbietern besucht werden. Für Hermes gibt es zwei Zertifizierungen für Personen.

### Foundation Level
Das Foundation Level (deutsch: Grundlagen Level) ist ein Grundlagen Wissenstest zur Projektmanagement-Methodologie Hermes. Die Prüfung dauert eine Stunde und besteht aus 40 Multiple-Choice-Fragen. Die Themenbereiche umfassen die Hermes Grundlagen, Anwendungsbereich und Aufbau des Standardszenarios, Module des Standardszenarios und Projektorganisation (Rollen) des Standardszenarios. Als Zielgruppe für die Zertifizierung werden Projektmitarbeitende, Juniorprojektleiter, Entscheidungsträger, Auftraggeber und Projektcontroller genannt.

### Advanced Level
Das Advanced Level (deutsch: Fortgeschrittenes Level) ist ein Fortgeschrittener Wissenstest zur Projektmanagement-Methodologie Hermes. Die Prüfung besteht aus zwei Teilen. Beide Teile dauern je 60 Minuten (gültig für Prüfungen nach Lernzielen/Referenzhandbuch/Format 2019). Der erste Teil besteht aus 30 Multiple-Choice-Fragen und der zweite aus 15 Multiple-Choice-Fragen mit Praxissituation. Die Themenbereiche umfassen die Hermes Grundlagen, Module IT-System, IT-Betrieb und IT-Migration der Standardszenarien, Module Projektgrundlagen und Projektführung des Standardszenarios und das Modul Projektsteuerung. Als Zielgruppe für die Zertifizierung werden Projektleiter, Projektmanager und Teilprojektleiter genannt.

### Advanced Level (Recertification)
Die Rezertifizierung erfolgt auf Antrag des Teilnehmers vor Ablauf des Zertifizierungszeitraums in der Regel frühestens ein Jahr vor Ablauf des Zertifikats.
Um eine Rezertifizierung durchzuführen, sind folgende Anforderungen durch die Teilnehmer zu erfüllen:
1. Nachweis einer Veranstaltungsteilnahme zum Thema Projektmanagement und / oder Hermes und
2. Nachweis von Weiterbildungseinheiten zum Thema Projektmanagement und / oder Hermes (mindestens 8 Unterrichtseinheiten von je 45 Minuten) und
3. Berufserfahrung: Eine Rolle der Führung, Steuerung, Ausführung oder Wissensvermittlung gemäß Hermes innerhalb der Zertifizierungsphase (eine Beschreibung mit Bestätigung des Arbeit-/ Auftraggebers).